# Basselinia pancheri
Basselinia pancheri  es una especie de palmera originaria de Nueva Caledonia donde habita en el sotobosque de la selva tropical en los bosques húmedos.

## Descripción
Es una palmera que alcanza un tamaño de 10 m de altura, con tronco de 2 a 10 cm de diámetro, con o sin cicatrices foliares prominentes. Tiene de 5-8 hojas por corona, de 0,30 a 1,30 m de largo,  y a cada lado de 6 a 20 foliolos rígidos y muy arrugados, de color verde brillante por encima, con escamas pardo abajo. La inflorescencia,  muy por debajo de las hojas emergentes, rígidas y muy abiertas con escamas de color marrón o negruzco, convirtiéndose en gris y glabro con la edad. Las frutas bilobuladas o reniformes, 6-8 x 6-9 mm y negro brillante cuando están maduras.

## Taxonomía
Basselinia pancheri fue descrito por (Brongn. & Gris) Vieill. y publicado en Bulletin de la Société Linnéenne de Normandie 6: 232. 1873.
Etimología
Basselinia: nombre genérico otorgado en honor del poeta francés Olivier Basselin (1400–1450).
pancheri: epíteto otorgado en honor del botánico francés Jean Armand Isidore Pancher.
Sinonimia
- Clinostigma pancheri (Brongn. & Gris) Becc.
- Cyphokentia pancheri (Brongn. & Gris) Brongn.
- Kentia pancheri Brongn. & Gris	basónimo
- Microkentia pancheri (Brongn. & Gris) Hook.f. ex Salomon
- Nephrocarpus schlechteri Dammer[4]